# Mqabba
Mqabba (officiële naam L-Imqabba) is een kleine plaats en gemeente in het zuiden van Malta met een inwoneraantal van 3.021 (november 2005). De plaats staat bekend om haar kalksteenopgravingen.
De kerk van Mqabba is gewijd aan Maria-Tenhemelopneming. De jaarlijkse festa ter ere van deze religieuze feestdag vindt plaats op 15 augustus. Andere festi die in het dorp worden gevierd, zijn die ter ere van Corpus Christi, de Onbevlekte Ontvangenis, Sint Agnes en ter ere van Maria.
In Mqabba bevindt zich de St. Mary's Fireworks Factory, die eigendom is van de lokale harmonie Socjeta' Santa Marija. Deze vuurwerkfabriek heeft reeds meerdere prijzen in de wacht gesleept, zoals op het Malta International Fireworks Festival in april 2006 en op het Campionato Mondiale di Fuochi d'Artificio d'Autore gehouden in Rome in augustus 2007.